# Севенки
Севенки — деревня в Конышёвском районе Курской области России. Входит в состав Захарковского сельсовета.

## География
Деревня находится на реке Котлевка (приток реки Вабля в бассейне Сейма), в 64 км от российско-украинской границы, в 61 км к северо-западу от Курска, в 6 км к северо-востоку от районного центра — посёлка городского типа Конышёвка, в 5,5 км от центра сельсовета — села Захарково.
Климат
Севенки, как и весь район, расположены в поясе умеренно континентального климата с тёплым летом и относительно тёплой зимой (Dfb в классификации Кёппена).
| Показатель                                                                      | Янв. | Фев. | Март | Апр. | Май  | Июнь | Июль | Авг. | Сен. | Окт. | Нояб. | Дек. | Год  |
| ------------------------------------------------------------------------------- | ---- | ---- | ---- | ---- | ---- | ---- | ---- | ---- | ---- | ---- | ----- | ---- | ---- |
| Средний суточный максимум, °C                                                   | −4   | −3,1 | 2,7  | 12,8 | 19,1 | 22,4 | 24,9 | 24,2 | 17,9 | 10,4 | 3,4   | −1,1 | 10,8 |
| Средняя температура, °C                                                         | −6,1 | −5,6 | −0,8 | 8,1  | 14,5 | 18,1 | 20,7 | 19,7 | 13,8 | 7,2  | 1,2   | −3,1 | 7,3  |
| Средний суточный минимум, °C                                                    | −8,5 | −8,6 | −4,9 | 2,6  | 8,9  | 12,8 | 15,7 | 14,6 | 9,6  | 3,9  | −1,1  | −5,2 | 3,3  |
| Норма осадков, мм                                                               | 51   | 45   | 47   | 51   | 63   | 70   | 80   | 56   | 59   | 58   | 49    | 50   | 679  |
| Источник: Погода по месяцам c ru.climate-data.org(дата обращения: Октябрь 2021) |      |      |      |      |      |      |      |      |      |      |       |      |      |

Часовой пояс
Деревня Севенки, как и вся Курская область, находится в часовой зоне МСК (московское время). Смещение применяемого времени относительно UTC составляет +3:00.

## Население
| 2002 | 2010 |
| ---- | ---- |
| 207  | ↘117 |

## Инфраструктура
Личное подсобное хозяйство. В деревне 131 дом.

## Транспорт
Севенки находится в 58 км от автодороги федерального значения М3 «Украина» (Москва — Калуга — Брянск — граница с Украиной), в 39 км от автодороги М2 «Крым» (Москва — Тула — Орёл — Курск — Белгород — граница с Украиной, с подъездами к Туле, Орлу, Курску, Белгороду и историко-архитектурному комплексу «Одинцово»), в 36 км от автодороги А142 (Тросна — М-3 «Украина»), в 20 км от автодороги регионального значения 38К-038 (Фатеж — Дмитриев), в 1 км от автодороги 38К-005 (Конышёвка — Жигаево — 38К-038), в 1 км от автодороги межмуниципального значения 38Н-136 (38К-005 — Малое Городьково — Большое Городьково), в 1,5 км от ближайшего ж/д остановочного пункта 552 км (линия Навля — Льгов I).
В 162 км от аэропорта имени В. Г. Шухова (недалеко от Белгорода).